# Alexandra Sassina
Alexandra Sassina (* 8. April 1993) ist eine kasachische Biathletin.
Alexandra Sassina bestritt zwischen 2012 und 2014 dreimal in Folge die Biathlon-Juniorenweltmeisterschaften. 2012 belegte sie in Kontiolahti die Ränge 46 im Einzel, verpasste als 61. um einen Rang im Sprintrennen die Verfolgung und wurde mit Galina Wischnewskaja und Anastasia Kondratjewa Staffel-Sechste. Ein Jahr später belegte sie in Obertilliach die Ränge 24 im Einzel, 36 im Sprint und 48 im Verfolgungsrennen; 2014 wurde Sassina in Presque Isle 35. des Einzels, 33. des Sprints und 30. der Verfolgung. Im Staffelrennen wurde sie zudem an der Seite von Galina Wischnewskaja und Anastasia Kondratjewa Fünfte mit der kasachischen Staffel.
Bei den Frauen im Leistungsbereich debütierte Sassina 2013 in Beitostølen, wo sie 66. eines Einzels im IBU-Cup wurde. 2014 erreichte sie als 40. eines Sprints in Obertilliach erstmals Punkte. Im folgenden Rennen erreichte sie als 32. eines Sprints ihre bislang beste Platzierung in der Rennserie. 2015 bestritt sie in Antholz neben Jelena Chrustaljowa, Anna Kistanowa und Marina Lebedewa in einem Staffelrennen ihr erstes Rennen im Biathlon-Weltcup und wurde 16. Erste internationale Meisterschaft bei den Biathlon-Europameisterschaften 2015, wo Sassina alle vier möglichen Rennen bestritt. Im Einzel lief sie auf den 39. Platz, wurde 58. des Sprints und 43. des Verfolgungsrennens. Mit Olga Poltoranina, Valentina Saulenko und Alina Slepenko wurde sie zudem 14. mit der überrundeten Staffel Kasachstans.

## Biathlon-Weltcup-Platzierungen
Die Tabelle zeigt alle Platzierungen (je nach Austragungsjahr einschließlich Olympische Spiele und Weltmeisterschaften).
- 1.–3. Platz: Anzahl der Podiumsplatzierungen
- Top 10: Anzahl der Platzierungen unter den ersten zehn (einschließlich Podium)
- Punkteränge: Anzahl der Platzierungen innerhalb der Punkteränge (einschließlich Podium und Top 10)
- Starts: Anzahl gelaufener Rennen in der jeweiligen Disziplin
- Staffel: inklusive Mixed- und Single-Mixed-Staffeln

| Platzierung             | Einzel | Sprint | Verfolgung | Massenstart | Staffel | Gesamt |
| ----------------------- | ------ | ------ | ---------- | ----------- | ------- | ------ |
| 1. Platz                |        |        |            |             |         |        |
| 2. Platz                |        |        |            |             |         |        |
| 3. Platz                |        |        |            |             |         |        |
| Top 10                  |        |        |            |             |         |        |
| Punkteränge             |        |        |            |             | 2       | 2      |
| Starts                  |        |        |            |             | 2       | 2      |
| Stand: 28. Februar 2015 |        |        |            |             |         |        |